# Anna Danilina
Anna Danilina (en russe : Анна Данилина), née le 20 août 1995 à Moscou, est une joueuse de tennis russe naturalisée kazakhe.
En compétition, elle représente d'abord la Russie, puis le Kazakhstan à partir de mars 2011, jouant notamment au sein de l'équipe du Kazakhstan de Fed Cup.

## Carrière
Anna Sergeyevna Danilina (en russe : Анна Сергеевна Данилина) naît le 20 août 1995 à Moscou.
Anna Danilina se distingue chez les juniors en remportant la Copa Gerdau à Porto Alegre et en atteignant les quarts de finale à l'US Open en 2012, occupant la 3e place mondiale du classement junior en février 2013.
Elle met sa carrière professionnelle entre parenthèses pendant trois ans entre 2015 et 2018 afin d'effectuer un cursus universitaire. Elle représente les Florida Gators de l'université de Floride.
Elle participe aux Jeux asiatiques de 2018 en Indonésie, où elle remporte deux médailles de bronze, en double dames avec Gozal Ainitdinova et en double mixte avec Aleksandr Nedovyesov.
En juillet 2021, avec la Biélorusse Lidziya Marozava, elle remporte son premier titre en double sur le circuit WTA à l'Open de Pologne à Gdynia.

## Palmarès

### Titres en double dames
| No | Date       | Nom et lieu du tournoi             | Catégorie | Dotation    | Surface      | Partenaire          | Finalistes                            | Score             |          |
| -- | ---------- | ---------------------------------- | --------- | ----------- | ------------ | ------------------- | ------------------------------------- | ----------------- | -------- |
| 1  | 25-07-2021 | Poland Open Gdynia                 | WTA 250   | 235 238 $   | Terre (ext.) | Lidziya Marozava    | Kateryna Bondarenko Katarzyna Piter   | 6-3, 6-2          | Parcours |
| 2  | 15-01-2022 | Sydney Tennis Classic Sydney       | WTA 500   | 703 580 $   | Dur (ext.)   | Beatriz Haddad Maia | Vivian Heisen Panna Udvardy           | 4-6, 7-5, [10-8]  | Parcours |
| 3  | 25-07-2022 | BNP Paribas Poland Open Varsovie   | WTA 250   | 251 750 $   | Terre (ext.) | Anna-Lena Friedsam  | Katarzyna Kawa Alicja Rosolska        | 6-4, 5-7, [10-5]  | Parcours |
| 4  | 23-07-2023 | Hamburg European Open Hambourg     | WTA 250   | 259 303 $   | Terre (ext.) | Alexandra Panova    | Miriam Kolodziejová Angela Kulikov    | 6-4, 6-2          | Parcours |
| 5  | 01-01-2024 | ASB Classic Auckland               | WTA 250   | 267 082 $   | Dur (ext.)   | Viktória Hrunčáková | Marie Bouzková Bethanie Mattek-Sands  | 6-3, 65-7, [10-8] | Parcours |
| 6  | 21-07-2024 | BCR Iași Open Iași                 | WTA 250   | 267 082 $   | Terre (ext.) | Irina Khromacheva   | Alexandra Panova Yana Sizikova        | 6-4, 6-2          | Parcours |
| 7  | 09-09-2024 | Guadalajara Open Akron Guadalajara | WTA 500   | 922 573 $   | Dur (ext.)   | Irina Khromacheva   | Oksana Kalashnikova Kamilla Rakhimova | 2-6, 7-5, [10-7]  | Parcours |
| 8  | 16-09-2024 | Thailand Open 2 Hua Hin            | WTA 250   | 267 082 $   | Dur (ext.)   | Irina Khromacheva   | Eudice Chong Moyuka Uchijima          | 6-4, 7-5          | Parcours |
| 9  | 07-10-2024 | Wuhan Open Wuhan                   | WTA 1000  | 3 221 715 $ | Dur (ext.)   | Irina Khromacheva   | Asia Muhammad Jessica Pegula          | 6-3, 7-66         | Parcours |
| 10 | 23-06-2025 | Lexus Eastbourne Open Eastbourne   | WTA 250   | 275 094 $   | Gazon (ext.) | Marie Bouzková      | Hsieh Su-wei Maya Joint               | 6-4, 7-5          | Parcours |

### Finales en double dames
| No | Date       | Nom et lieu du tournoi                         | Catégorie | Dotation      | Surface      | Vainqueures                           | Partenaire          | Score              |          |
| -- | ---------- | ---------------------------------------------- | --------- | ------------- | ------------ | ------------------------------------- | ------------------- | ------------------ | -------- |
| 1  | 30-01-2022 | Australian Open Melbourne                      | G. Chelem | 33 784 200 A$ | Dur (ext.)   | Barbora Krejčíková Kateřina Siniaková | Beatriz Haddad Maia | 6-73, 6-4, 6-4     | Parcours |
| 2  | 21-08-2022 | Tennis in the Land Cleveland                   | WTA 250   | 251 750 $     | Dur (ext.)   | Nicole Melichar-Martinez Ellen Perez  | Aleksandra Krunić   | 7-5, 6-3           | Parcours |
| 3  | 17-10-2022 | Guadalajara Open Akron Guadalajara             | WTA 1000  | 2 527 250 $   | Dur (ext.)   | Storm Sanders Luisa Stefani           | Beatriz Haddad Maia | 7-64, 62-7, [10-8] | Parcours |
| 4  | 19-05-2024 | Grand Prix SAR La Princesse Lalla Meryem Rabat | WTA 250   | 267 082 $     | Terre (ext.) | Irina Khromacheva Yana Sizikova       | Xu Yifan            | 6-3, 6-2           | Parcours |
| 5  | 15-07-2024 | Hungarian Grand Prix Budapest                  | WTA 250   | 267 082 $     | Terre (ext.) | Katarzyna Piter Fanny Stollár         | Irina Khromacheva   | 6-3, 3-6, [10-3]   | Parcours |
| 6  | 24-02-2025 | Mérida Open Akron Mérida                       | WTA 500   | 1 064 610 $   | Dur (ext.)   | Katarzyna Piter Mayar Sherif          | Irina Khromacheva   | 7-62, 7-5          | Parcours |
| 7  | 27-05-2025 | Roland-Garros Paris                            | G. Chelem | 56 352 000 €  | Terre (ext.) | Sara Errani Jasmine Paolini           | Aleksandra Krunić   | 6-4, 2-6, 6-1      | Parcours |
| 8  | 09-06-2025 | The HSBC Championships Londres                 | WTA 500   | 1 064 510 $   | Gazon (ext.) | Asia Muhammad Demi Schuurs            | Diana Shnaider      | 7-5, 63-7, [10-4]  | Parcours |
| 9  | 16-06-2025 | Lexus Nottingham Open Nottingham               | WTA 250   | 275 094 $     | Gazon (ext.) | Beatriz Haddad Maia Laura Siegemund   | Ena Shibahara       | 6-3, 6-2           | Parcours |

### Titre en double mixte
| No | Date       | Nom et lieu du tournoi | Catégorie | Dotation     | Surface    | Partenaire       | Finalistes                     | Score    |          |
| -- | ---------- | ---------------------- | --------- | ------------ | ---------- | ---------------- | ------------------------------ | -------- | -------- |
| 1  | 28-08-2023 | US Open New York       | G. Chelem | 65 000 000 $ | Dur (ext.) | Harri Heliövaara | Jessica Pegula Austin Krajicek | 6-3, 6-4 | Parcours |

### Titres en double en WTA 125
| No | Date       | Nom et lieu du tournoi  | Catégorie | Dotation  | Surface      | Partenaire        | Finalistes                              | Score              |          |
| -- | ---------- | ----------------------- | --------- | --------- | ------------ | ----------------- | --------------------------------------- | ------------------ | -------- |
| 1  | 15-05-2023 | Trophée Clarins Paris   | WTA 125   | 115 000 $ | Terre (ext.) | Vera Zvonareva    | Nadiia Kichenok Alycia Parks            | 5-7, 7-62, [14-12] | Parcours |
| 2  | 13-05-2024 | Parma Ladies Open Parme | WTA 125   | 115 000 $ | Terre (ext.) | Irina Khromacheva | Elixane Lechemia Ingrid Gamarra Martins | 6-1, 6-2           | Parcours |
| 3  | 03-06-2024 | Open delle Puglie Bari  | WTA 125   | 115 000 $ | Terre (ext.) | Irina Khromacheva | Angelica Moratelli Renata Zarazúa       | 6-1, 6-3           | Parcours |

### Finale en double en WTA 125
| No | Date       | Nom et lieu du tournoi         | Catégorie | Dotation  | Surface    | Vainqueures                     | Partenaire       | Score    |          |
| -- | ---------- | ------------------------------ | --------- | --------- | ---------- | ------------------------------- | ---------------- | -------- | -------- |
| 1  | 04-12-2023 | Open Angers Arena Loire Angers | WTA 125   | 115 000 $ | Dur (int.) | Cristina Bucșa Monica Niculescu | Alexandra Panova | 6-1, 6-3 | Parcours |

## Parcours en Grand Chelem

### En double dames
| Année | Open d'Australie                                                                               | Open d'Australie                                                               | Internationaux de France                                                           | Internationaux de France                                                               | Wimbledon | Wimbledon                                                                          | US Open                                                                              | US Open |
| ----- | ---------------------------------------------------------------------------------------------- | ------------------------------------------------------------------------------ | ---------------------------------------------------------------------------------- | -------------------------------------------------------------------------------------- | --------- | ---------------------------------------------------------------------------------- | ------------------------------------------------------------------------------------ | ------- |
| 2021  | —                                                                                              | —                                                                              | —                                                                                  | —                                                                                      | —         | —                                                                                  | 1er tour (1/32) Y. Shvedova \|\| style="text-align:left;" \| A. Guarachi D. Krawczyk |         |
| 2022  | Finale B. Haddad Maia                                                                          | B. Krejčíková K. Siniaková                                                     | 2e tour (1/16) B. Haddad Maia \|\| style="text-align:left;" \| Chan Y-j. S. Stosur | —                                                                                      | —         | 1/8 de finale B. Haddad Maia \|\| style="text-align:left;" \| N. Melichar E. Perez |                                                                                      |         |
| 2023  | 2e tour (1/16) S. Mirza \|\| style="text-align:left;" \| A. Kalinina A. Van Uytvanck           | 2e tour (1/16) T. Babos \|\| style="text-align:left;" \| Chan H.-c. Chan Y.-j. | 1er tour (1/32) Xu Y. \|\| style="text-align:left;" \| N. Bains M. Lumsden         | 2e tour (1/16) H. Watson \|\| style="text-align:left;" \| M. Kato A. Sutjiadi          |           |                                                                                    |                                                                                      |         |
| 2024  | 1er tour (1/32) V. Hrunčáková \|\| style="text-align:left;" \| C. Dolehide P. Stearns          | 1er tour (1/32) Xu Y. \|\| style="text-align:left;" \| C. Gauff K. Siniaková   | 2e tour (1/16) Xu Y. \|\| style="text-align:left;" \| C. Gauff J. Pegula           | 1/4 de finale I. Khromacheva \|\| style="text-align:left;" \| L. Kichenok J. Ostapenko |           |                                                                                    |                                                                                      |         |
| 2025  | 1er tour (1/32) I. Khromacheva \|\| style="text-align:left;" \| K. Rakhimova S. Sorribes Tormo | Finale A. Krunić                                                               | S. Errani J. Paolini                                                               | 2e tour (1/16) M. Bouzková \|\| style="text-align:left;" \| V. Kudermetova E. Mertens  |           |                                                                                    |                                                                                      |         |

N.B. : le nom de la partenaire se trouve sous le résultat ; le nom des ultimes adversaires se trouve à droite.

### En double mixte
| Année | Open d'Australie                                                                        | Open d'Australie                                                                   | Internationaux de France                                                               | Internationaux de France | Wimbledon             | Wimbledon                                                                         | US Open | US Open |
| ----- | --------------------------------------------------------------------------------------- | ---------------------------------------------------------------------------------- | -------------------------------------------------------------------------------------- | ------------------------ | --------------------- | --------------------------------------------------------------------------------- | ------- | ------- |
| 2022  | —                                                                                       | —                                                                                  | 1er tour (1/16) A. Golubev \|\| style="text-align:left;" \| U. Eikeri J. Vliegen       | —                        | —                     | —                                                                                 | —       |         |
| 2023  | 1er tour (1/16) A. Nedovyesov \|\| style="text-align:left;" \| K. Mladenovic J.S. Cabal | 1er tour (1/16) S. González \|\| style="text-align:left;" \| G. Olmos N. Skupski   | 1/4 de finale N. Mahut \|\| style="text-align:left;" \| L. Kichenok M. Pavić           | Victoire H. Heliövaara   | J. Pegula A. Krajicek |                                                                                   |         |         |
| 2024  | 1er tour (1/16) A. Molteni \|\| style="text-align:left;" \| J. Fourlis A. Harris        | —                                                                                  | —                                                                                      | —                        | —                     | 1/4 de finale H. Heliövaara \|\| style="text-align:left;" \| T. Townsend D. Young |         |         |
| 2025  | 2e tour (1/8) H. Heliövaara \|\| style="text-align:left;" \| A. Muhammad A. Molteni     | 2e tour (1/8) H. Heliövaara \|\| style="text-align:left;" \| O. Nicholls H. Patten | 1er tour (1/16) H. Heliövaara \|\| style="text-align:left;" \| K. Siniaková S. Verbeek |                          |                       |                                                                                   |         |         |

N.B. : le nom du partenaire se trouve sous le résultat ; le nom des ultimes adversaires se trouve à droite.

## Classements WTA en fin de saison
| Année          | 2011 | 2012 | 2013 | 2014 | 2015 | 2016 | 2017 | 2018 | 2019 | 2020 | 2021 | 2022 | 2023 | 2024 |
| Rang en simple | 1022 | 375  | 459  | 573  | –    | –    | 749  | 373  | 301  | 278  | 341  | 578  | 814  | 895  |
| Rang en double | 929  | 479  | 526  | 211  | 1182 | –    | 935  | 155  | 124  | 135  | 83   | 11   | 56   | 22   |

Source : (en) Classements de Anna Danilina sur le site officiel de la Fédération internationale de tennis